# ۱۹۰۹ (فیلم)
«۱۹۰۹» (انگلیسی: 1909 (film)) یک فیلم است.